# アンタルクトスクス
アンタルクトスクス（学名：Antarctosuchus）は、中期三畳紀の南極に生息していた分椎目の両生類。ホロタイプの頭骨AMNH 24411 から知られる。多数の細かな上顎歯、口蓋骨、外翼状骨歯を有し、小型の無脊椎動物に特化した捕食者であったと考えられる。